# 天主教昆蒂教区
天主教昆蒂教區 （拉丁語：Dioecesis Khuntiensis）是印度一個羅馬天主教教區，屬蘭契總教區。
教區成立於1995年4月1日，位於賈坎德邦南部。2006年有教友81,989人（佔轄區總人口9.4%）、十九個堂區、六十一名司鐸。現任教區主教為比奈依‧坎杜爾納。